# Manuel M. Almeida
Manuel Martín Almeida Peña, más conocido como Manuel M. Almeida (Las Palmas de Gran Canaria, 1962-Ibidem., 14 de julio de 2020) fue un escritor, periodista y músico español.

## Biografía
Cursó estudios en distintos centros educativos de la ciudad, realizó el Bachillerato en el instituto Alonso Quesada.
En 1979 creó el grupo de música folk-nueva canción canaria Nueva Semilla, del que fue vocalista, letrista y compositor, hasta que en 1990 se lanzó en solitario como cantautor, período este en el que publicó dos discos de larga duración, Nueva Semilla (Discan,1990) y En movimiento (Producciones Chistera, 1992), con los que entró en listas de éxitos locales y nacionales de emisoras como Cadena 100, 40 Principales, Dial, Radio Minuto u Onda Cero.
En 1983 se diplomó como profesor de EGB, en la especialidad de Lengua Española e Idiomas Modernos, por la Escuela Universitaria del Profesorado de EGB de Las Palmas de Gran Canaria, centro dependiente de la Universidad de La Laguna. Entre 1984 y 1985 realizó el servicio militar en la IMEC, licenciándose como alférez de complemento. 
A partir de 1992 colaboró en los periódicos locales Canarias7 y La Provincia como cronista musical. En ese período, creó dirigió y presentó el programa Canarias a 100, en Cadena 100 - Cope Las Palmas, dedicado al pop-rock canario. En 1995 entró a formar parte de la Redacción de La Gaceta de Las Palmas como responsable de las páginas de Cultura y, posteriormente, jefe de Sociedad y redactor jefe. En 1998 se integró en la Redacción de La Provincia como redactor de Local, puesto al que le seguiría el de editor en la sección de Cierre. En 1999 fue contratado por Canarias7 como jefe de Edición y en 2000 se trasladó como subdirector a La Tribuna de Canarias. Tras una breve etapa en la revista Anarda, en 2002 fue nombrado subdirector del periódico El Mundo/La Gaceta de Canarias. En 2007 regresó a Canarias7 como subdirector y responsable de la edición digital canarias7. De 2009 a 2015 trabajó como jefe de prensa de Presidencia del Gobierno de Canarias.[cita requerida]
En 1997 resultó finalista del Premio Internacional de Novela Alba/Editorial Prensa Canaria con Tres en raya, obra que fue publicada al año siguiente por Alba Editorial. En 2017 publicó la segunda novela, Evanescencia, ambientada en un futuro distópico y en la que se conjugan elementos de carácter existencial, social y filosófico, y la colección de relatos Cuentos mínimos. La tercera novela, El Manifiesto Ñ , es una visión quijotesca de la sociedad contemporánea desde el punto de vista de un peculiar parado de larga duración, vio la luz en diciembre de 2018. Publicó cuentos, microrrelatos y poesía en diferentes blogs.
En el ámbito de Internet, creó el blog Mangas Verdes, activo entre 2004 y 2014, con el que consiguió seis premios internacionales, entre ellos el de Mejor Comunicador en Internet, otorgado por la Asociación de Usuarios de Internet (AUI) en 2010, Mejor Blog Español en los premios 20Blogs, del periódico 20minutos en 2008 o el Premio Especial del Jurado de los premios bitacoras.com en 2008.
Desde 2017 dirigió el proyecto digital Dragaria. Revista canaria de literatura. Dio conferencias sobre periodismo, literatura e Internet.
Falleció el 14 de julio de 2020 a causa de un enfermedad padecida desde hacía varios años.

## Obra

### Novela
- Tres en raya (Editorial Alba, Barcelona, 1998 - reedición CreativeSpace, 2016)
- Evanescencia (Mercurio Editorial, 2017)
- El Manifiesto Ñ (Editorial Siete Islas, 2018)

### Relato
- El líder de las alcantarillas (CreativeSpace, 2016)
- Cuentos mínimos (Mercurio Editorial, 2017)

### Discografía
- Nueva Semilla (Discan, 1990)
- En movimiento (Producciones Chistera, 1992)

## Premios y reconocimientos
- 1990: Figura Cultural de la Década en Canarias, como cantautor Canarias7
- 1996: Mejor Labor Deportiva en prensa, como redactor jefe en La Gaceta de Las Palmas Federación Española de Fútbol
- 1997: Tres en raya: Finalista del Premio Internacional de Novela Alba/Editorial Prensa Canaria
- 1998: Mejor Página de Carnaval en prensa, como redactor de Local en La Provincia Ayuntamiento de Las Palmas de Gran Canaria
- 2005: Mangas Verdes: Mejor Weblog de Tecnología bitacoras.com
- 2006: Mangas Verdes: Premio del Público al Mejor Weblog en Español The BOBs (Deutsche Welle) 2006, (nominado a Mejor Weblog en Español y Mejor Weblog Internacional)[12]
- 2007: Mangas Verdes: Nonimación a Mejor Weblog en Español The BOBs (Deutsche Welle)
- 2008: 
  - Mangas Verdes: Premio Especial del Jurado bitacoras.com
  - Mangas Verdes: Mejor Weblog en Español 20Blogs (20minutos), 2008[13]
- 2010:
  - Mejor Comunicador en Internet Premios Día de Internet (Asociación de Usuarios de Internet)[14]
  - EcoPlaneta: Premio del Público al Mejor Weblog sobre Cambio Climático - The BOBs (Deutsche Welle)